# Спаркс, Гаррет
Га́ррет Спаркс (англ. Garret Sparks; 28 июня 1993, Элмхерст, США) — профессиональный американский хоккеист, вратарь клуба НХЛ «Вегас Голден Найтс». Чемпион мира среди молодёжных команд 2013 года.

## Игровая карьера
30 ноября Спаркс дебютировал в НХЛ в матче против «Эдмонтон Ойлерз». Он отразил все 24 броска по своим воротам, тем самым став первым в истории вратарём «Торонто», кому удалось сделать шатаут в первом матче в НХЛ.